# Marqueterie

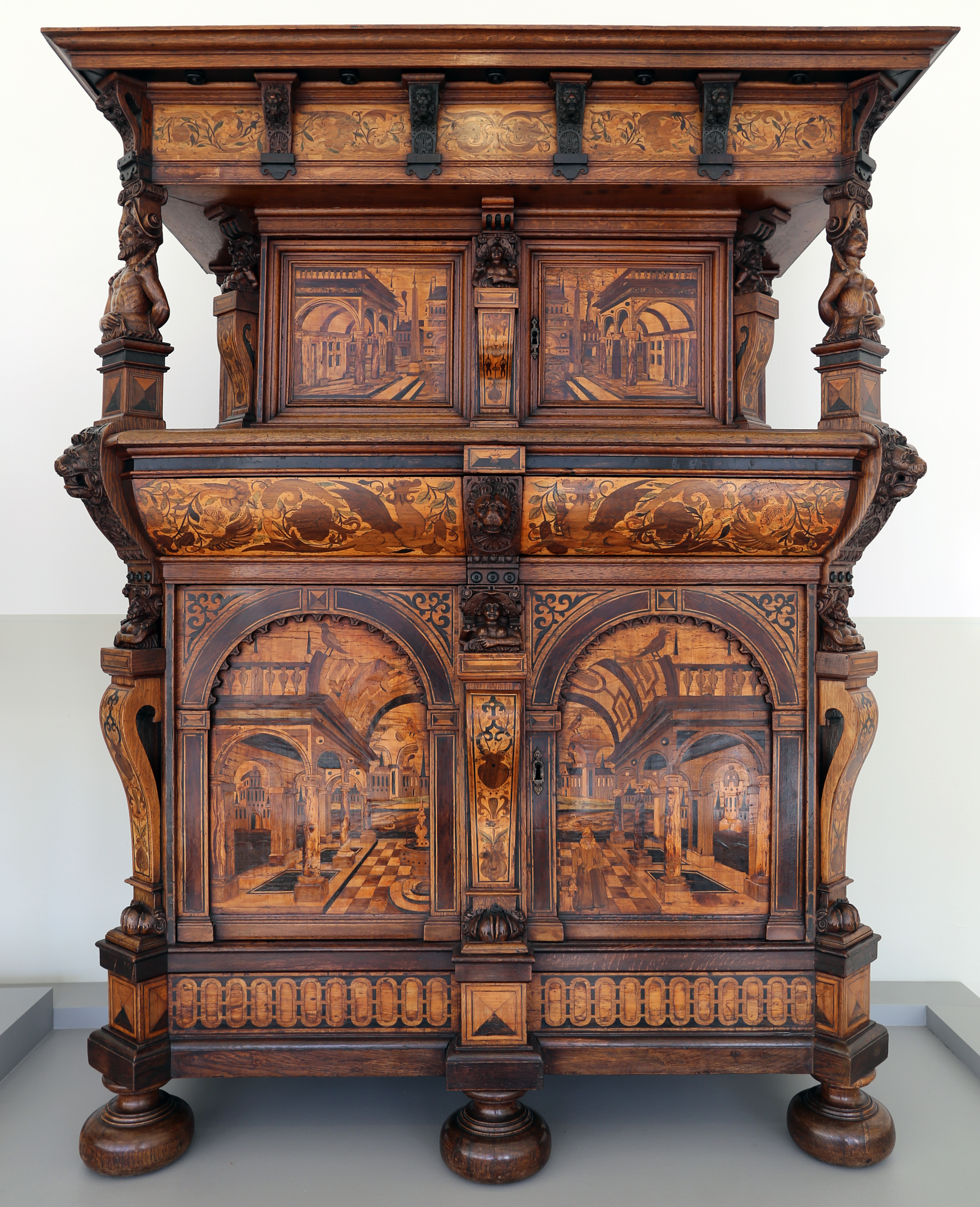
Een met marqueterie versierd meubelstuk

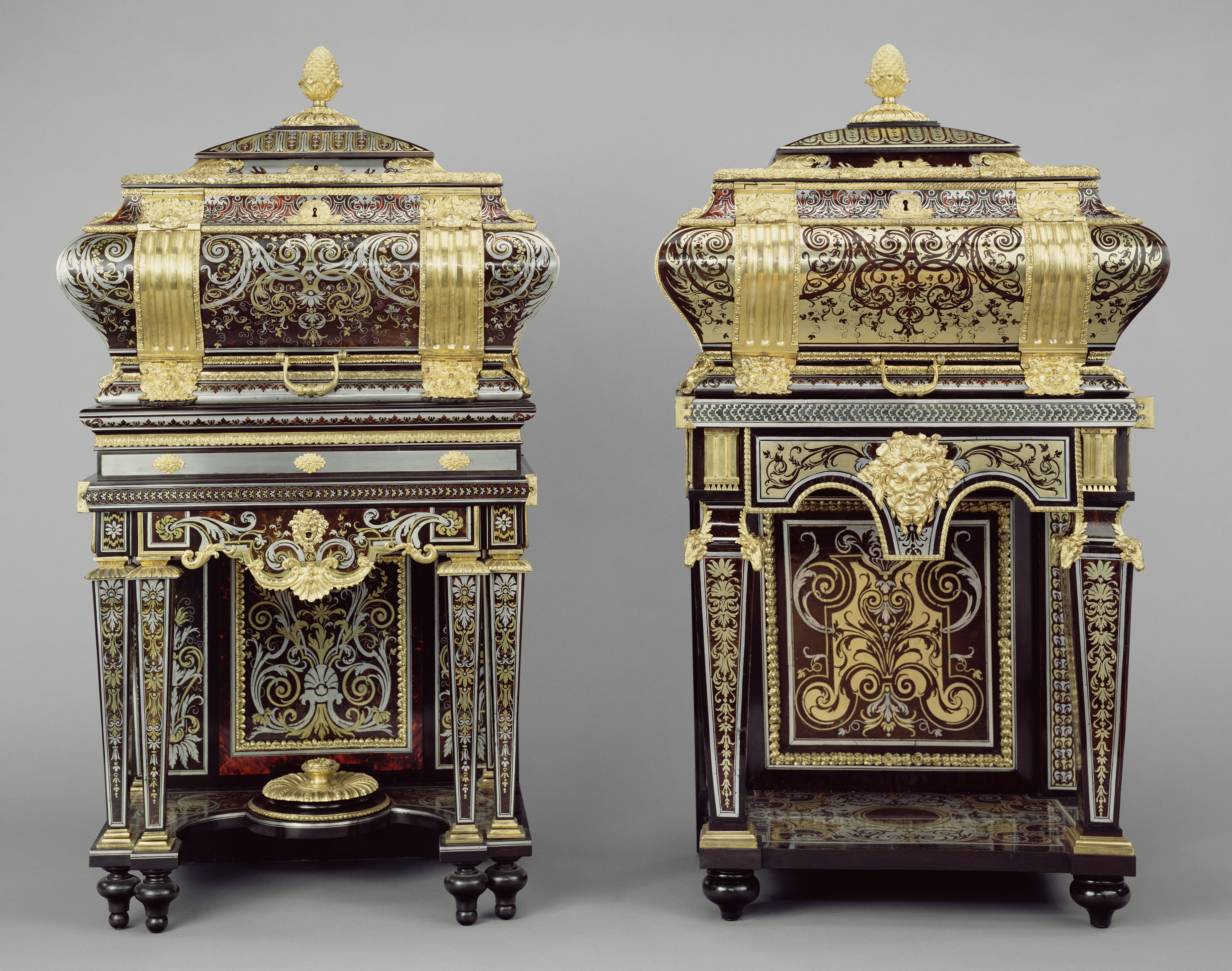
Marqueterie door André-Charles Boulle, o.a. uit schildpad, brons en tin

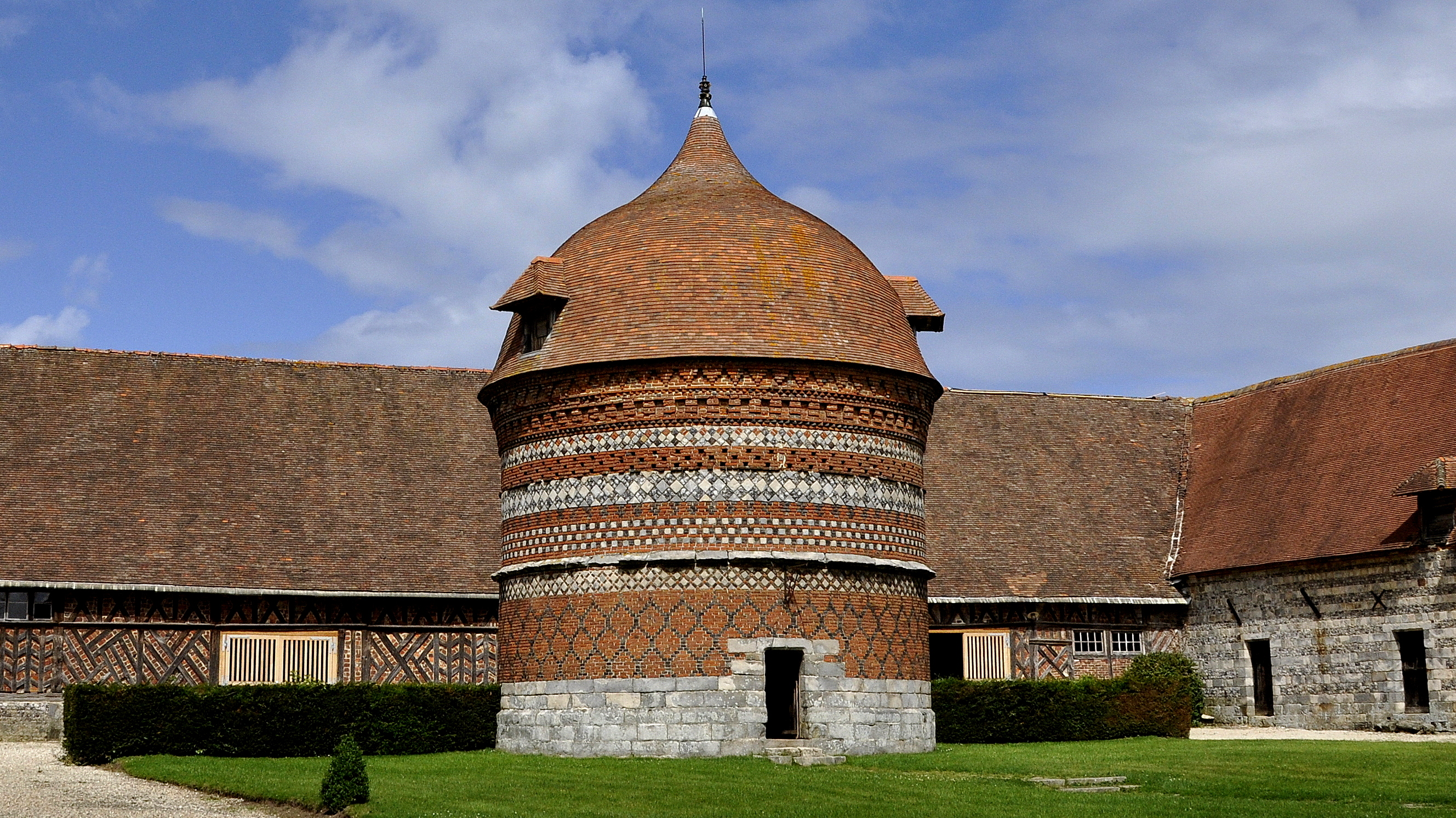
De marqueterie van de duiventoren van Manoir d'Ango

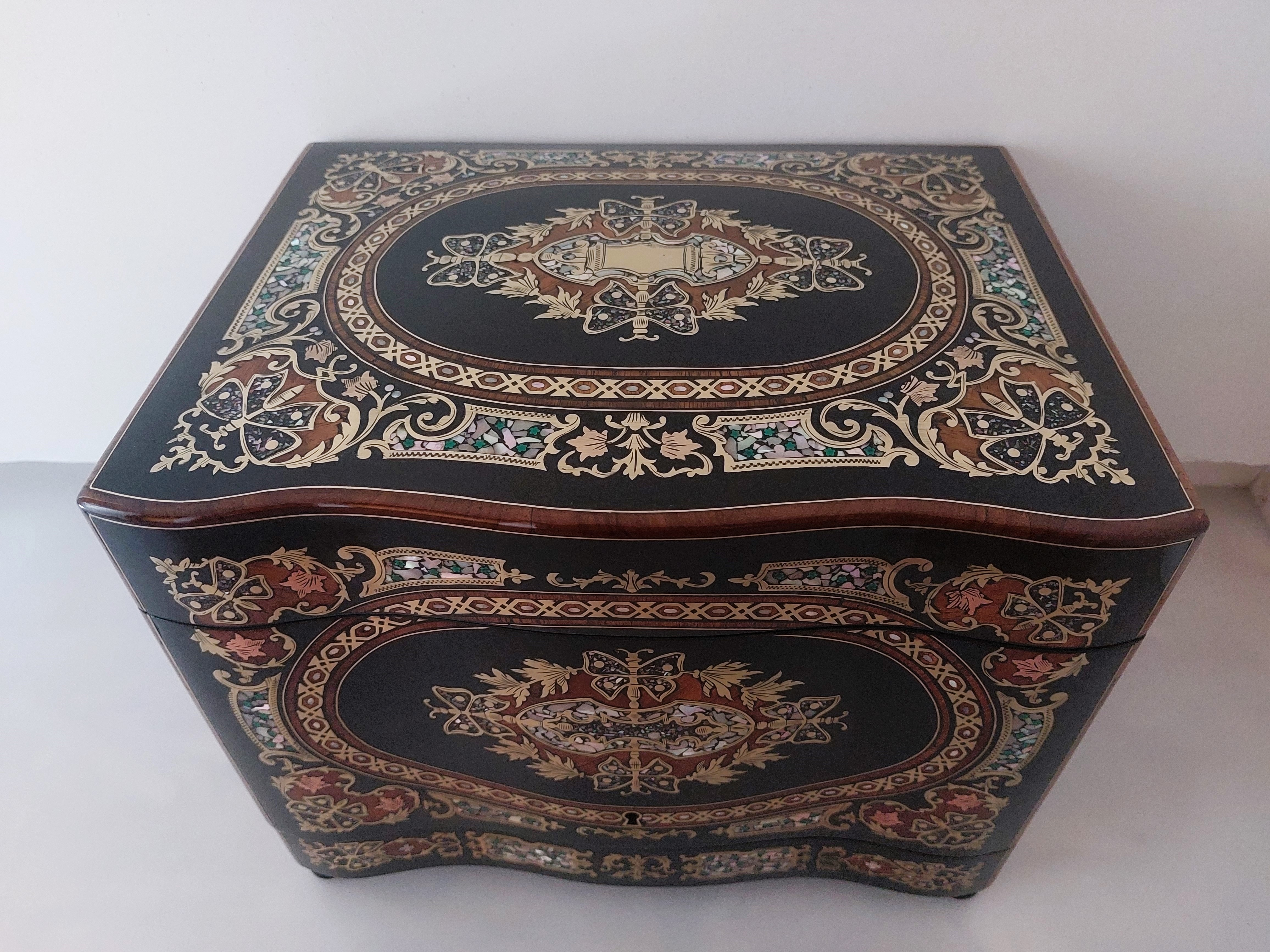
Restauratie marqueterie met messing, parelmoer en gezwarte perelaar.

Marqueterie is een vorm van inlegwerk waarbij verschillende delen als een legpuzzel op elkaar aansluiten. Marqueterie kan onder andere worden gemaakt door materialen zoals verschillende houtsoorten, schildpad, brons of ivoor als een sandwich op elkaar te leggen. Bovenop komt een tekening van het ontwerp. Door langs de lijnen van de tekening door de verschillende lagen te zagen ontstaan verschillende onderdelen die vervolgens weer geassembleerd worden. Er zijn in de loop der tijden echter ook andere technieken ontwikkeld, waarvan de meest moderne het snijden van de stukken middels een lasersnijder is. Voor het zagen van het houtfineer is in de 17e eeuw een speciaal instrument ontwikkeld, genaamd de chevalet de marqueterie.
Met marqueterie kunnen gedetailleerde voorstellingen worden samengesteld, veelal in meubelstukken.  Ook in gevels van gebouwen treft men marqueterie aan. Bij meer geometrische, herhalende vormen spreekt met gewoonlijk van parqueterie.
De techniek werd met name in de late 17e eeuw en 18e eeuw veel toegepast in luxe meubilair. Bekend zijn de meubels van meubelmakers Pierre Golle, André-Charles Boulle en Jan van Mekeren.
Bij marqueterie liggen de verschillende onderdelen van het geheel allemaal in hetzelfde (gefineerde) vlak, bovenop het blindhout. Het moet daarom niet verward worden met intarsia, waarbij eerst een uitsparing weggesneden moet worden uit massief hout.